# هرمان وايس
هرمان وايس (بالألمانية: Hermann Weiß)‏ هو لاعب هوكي الجليد نمساوي، (ولد في فيينا في النمسا 1909 – 1979 م).

## وصلات خارجية
- هرمان وايس على موقع EliteProspects.com (الإنجليزية)
- هرمان وايس على موقع Eurohockey.com (الإنجليزية)
- هرمان وايس على موقع أوليمبيديا (الإنجليزية)